# Emanoil Gojdu
Emanoil Gojdu (ur. 9 lutego 1802 w Oradei, zm. 3 lutego 1870 w Peszcie) – rumuński prawnik i działacz narodowy.

## Życiorys

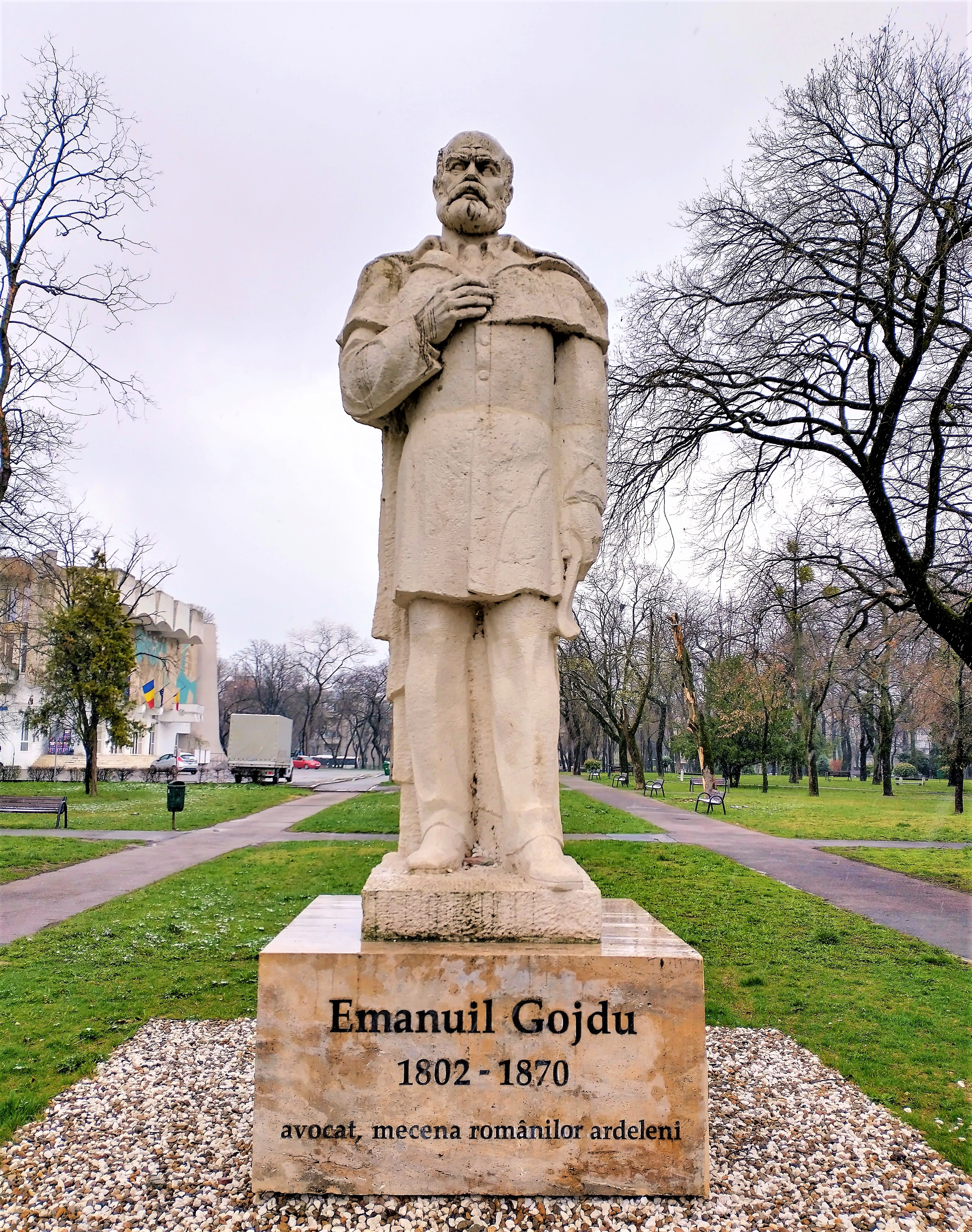
Pomnik w Oradei

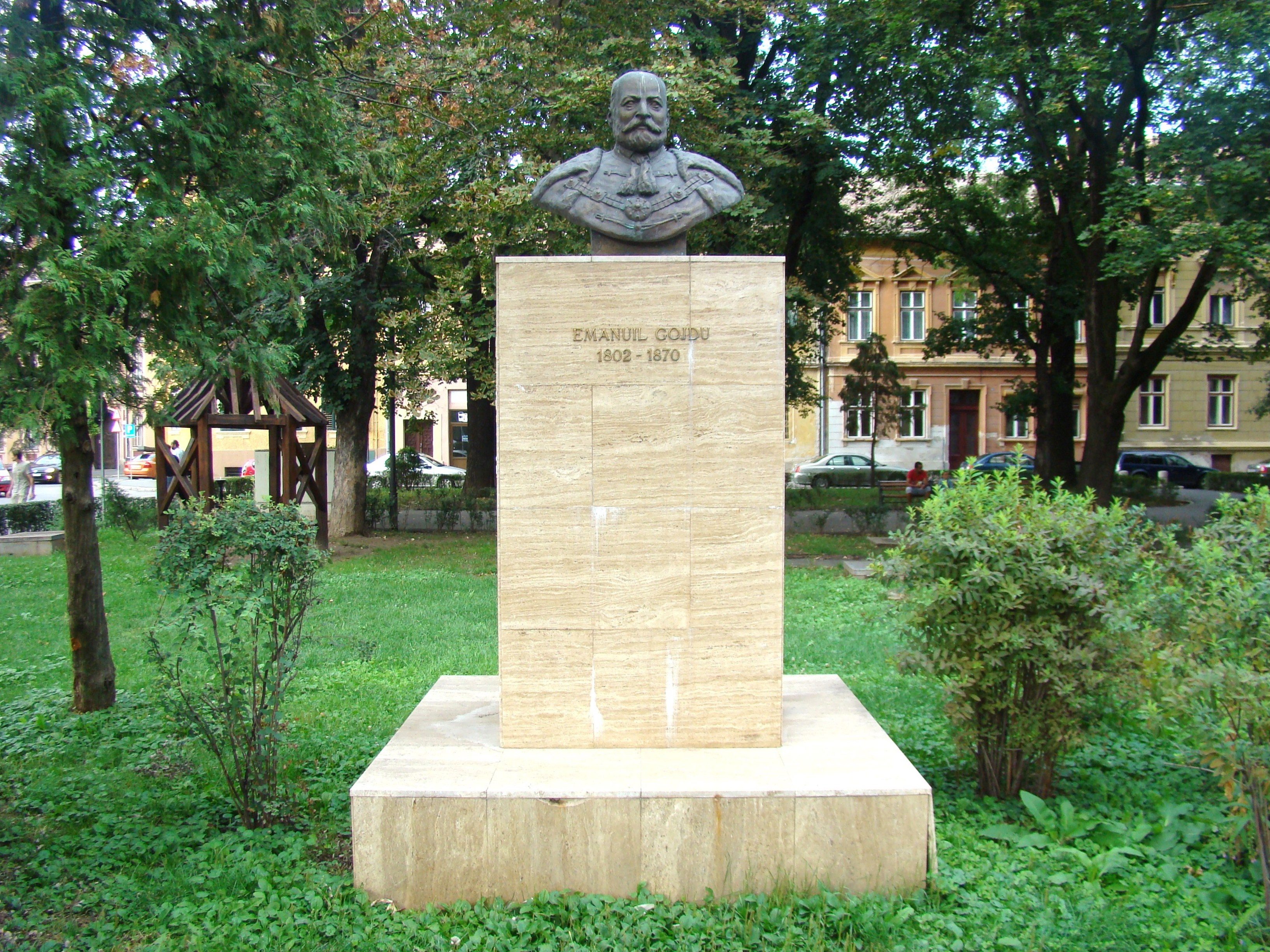
Pomnik w Sybinie

Urodził się w osiadłej w Oradei rodzinie Arumunów pochodzących z nieistniejącego już Moskopola w Albanii, jako jedno z szóstki dzieci. Po ukończeniu szkoły średniej w Moskopolu uczęszczał na studia prawnicze w Budapeszcie, Bratysławie i Wiedniu. W 1824 rozpoczął karierę prawnika w Budapeszcie jako stażysta w serbskiej kancelarii prawnej.  W tym okresie Gojdu poznał wielu rumuńskich intelektualistów z Pesztu i dzięki nim uświadomił sobie aspiracje kulturowe Rumunów w imperium austro-węgierskim. Wkrótce otworzył własną kancelarię i jako pierwszy zastąpił język łaciński przy składaniu pozwów do rad sądowniczych w Budzie i Peszcie, językiem węgierskim. 
W węgierskich kręgach politycznych był wysoko ceniony za swoją kompetencję i otwartość, mimo że dał się poznać jako konsekwentny propagator interesów rumuńskich. Był jednym z sygnatariuszy programu politycznego z 1848, który wskazywał na konieczność swobody w używaniu języka rumuńskiego w Siedmiogrodzie, m.in. w szkołach i kościołach. Domagał się również, aby w węgierskim Ministerstwie Religii powstała sekcja zajmująca się szkołami i prawosławnymi cerkwiami rumuńskimi. W tym okresie stał się jednym z najzamożniejszych ludzi w Peszcie.
Był członkiem towarzystw kulturalnych, m.in. współzałożycielem Transylwańskiego Stowarzyszenia Literatury Rumuńskiej i Kultury Narodu Rumuńskiego, założonego przez prawosławnego metropolitę Sybinu, Andrzeja w 1861.
Z życia politycznego wycofał się w 1869. Został wówczas mianowany doradcą Sądu Kasacyjnego w Budapeszcie. Pracował tam do śmierci. W swoim testamencie zażądał, aby jego majątek powrócił do „tej części narodu rumuńskiego na Węgrzech i w Transylwanii, która należy do prawa prawosławnego”. Dyspozycja ta miała być realizowana za pomocą fundacji. Pierwsza taka fundacja funkcjonowała w latach 1870-1917, udzielając stypendiów młodzieży rumuńskiej. Po 1918 jej siedziba została przeniesiona do Sybinu, ale większość jej aktywów pozostała na terenie Węgier. Pomimo tego, że artykuł 247 Traktatu Pokojowego z Trianon przewidywał zobowiązanie państwa węgierskiego do „zwrócenia majątku fundacji ich właścicielom” i pomimo zobowiązań Węgier do uregulowania sytuacji organizacji, majątek fundacji nie został zwrócony do dziś. Po debatach na Międzynarodowej Konferencji w Hadze (1929) rumuński minister spraw zagranicznych Nicolae Titulescu i jego węgierski odpowiednik, baron Korani podpisali w Paryżu, 28 kwietnia 1930, tymczasowe porozumienie dotyczące majątku. Dopiero w październiku 1937 w Bukareszcie podpisano ostateczną umowę, na mocy której Węgry zobowiązują się przekazać Rumunii cały majątek Fundacji Gojdu, która znajduje się na terytorium Węgier, wraz z wszelkimi prawami pokrewnymi. Parlament rumuński ratyfikował umowę w 1938, ale parlament węgierski ratyfikował ją dopiero w czerwcu 1940, tak że jej postanowienia nie weszły w życie. W 1952 cały majątek Fundacji został znacjonalizowany przez komunistyczny rząd węgierski. Działania w tym zakresie wznowiła strona rumuńska w latach 90. XX wieku. W marcu 2008 senat węgierski odrzucił nadzwyczajne rozporządzenie rządu dotyczące ratyfikacji porozumienia między rządami Rumunii i Węgier w sprawie utworzenia rumuńsko-węgierskiej Fundacji Publicznej „Gojdu”. Senat przyjął więc punkt widzenia przyjęty przez Izbę Deputowanych i Rumuński Kościół Prawosławny, a jedyną uznaną fundacją pozostała ta z siedzibą w Sybinie.

## Rodzina
W 1832 poślubił Anastasię Pometę (ur. 1796), córkę macedońskiego kupca Constantina Pomety. Po śmierci pierwszej żony, w 1863, ożenił się z Melanią Dumcią, również pochodzącą z macedońsko-rumuńskiej społeczności Pesztu, córką dyrektora banku, Ignațiu Dumcia. Z pierwszego małżeństwa miał tylko jedno dziecko, córkę Marię Kornelię, która zmarła w wieku jednego roku.